# Christian Rontini
Christian Mangaron Rontini (Bagno a Ripoli, 20 luglio 1999) è un calciatore filippino con cittadinanza italiana, difensore del Nongbua Pitchaya e della nazionale filippina.

## Biografia
Rontini nasce in Italia da padre italiano e madre filippina, il che lo ha reso idoneo a rappresentare entrambe le nazioni a livello internazionale.
Nel 2023 decide di convertirsi all'Islam e cambiare il suo nome in Yasir Ali. L'ottobre dello stesso anno, sposa Amanda Gonzáles, figlia dell'ex calciatore Cristian Gonzáles.

## Carriera

### Club

#### Sangiovannese
Nel 2018, Rontini firma un contratto con la Sangiovannese, squadra che milita in Serie D.

#### Azkals Development Team
Al termine del contratto, Rontini si trasferisce all'Azkals Development Team, squadra militante nella massima lega professionistica delle Filippine (PFL).

#### Madura United
Nel luglio 2024, si trasferisce al Madura United dopo varie esperienze in Indonesia.

### Nazionale
Fa il suo debutto con la nazionale maggiore filippina nel 2019 dopo aver giocato varie partite con la nazionale U-22.